# Friedrich Wilhelm Hirt (Glockengießer)
Friedrich Wilhelm Hirt (* 5. Oktober 1789 in Lübeck; † 15. April 1871 ebenda) war ein deutscher Glockengießer und der letzte Ratsgießmeister der Hansestadt Lübeck.

## Leben

Ratsgießhaus in Lübeck

Hirt war der Sohn eines Lübecker Litzenbruders. Er lernte das Gießerei-Handwerk beim Lübecker Ratsgießer Johann Georg Wilhelm Landré im Gießhaus an der Lastadie und ging dann für acht Jahre auf Wanderschaft, die ihn nach Kassel, Dresden, Wien, München und Berlin führte. Im Frühjahr 1817 kam er zurück und wurde Landrés Geselle.
1819 wurde er als Nachfolger Landrés zum Ratsgießmeister berufen. Er erwarb im Januar 1820 das Lübecker Bürgerrecht und heiratete im selben Jahr Elsabe Christine Caroline Berg (1780–1833). Als Ratsgießmeister war er wie seine Vorgänger zugleich als Spritzenmeister für den Feuerschutz in Lübeck zuständig. Von diesem Amt wurde er 1850 wegen Krankheit entbunden. Das Amt des Ratsgießmeisters behielt er noch bis 1858 bei, dann bat er aus Krankheitsgründen um Entlassung, die ihm zu Michaelis 1858 gewährt wurde. Zugleich trat er als Ältermann des Amts der Rotgießer zurück.
Nach eingehender Beratung beschloss der Senat, das Amt nicht mehr zu besetzen, da es nun industrielle Gießereien gäbe und die Neuordnung des Feuerlöschwesens den Ratsgießmeister als Feuerschutzexperten überflüssig hatte werden lassen. Damit endete eine drei Jahrhunderte alte Institution. Das Ratsgießhaus wurde an seine Assistenten, die Brüder Redder vermietet, die noch bis zu seinem Abbruch 1886 darin arbeiteten, aber nur noch kleine Aufträge ausführten. Die Lübecker Glockengusstradition wurde ab 1878 von den Gebrüdern M & O Ohlsson noch bis in die Mitte des 20. Jahrhunderts weitergeführt.

## Werk
Hirt schuf um die 30 Glocken für Kirchen in Lübeck, im Lübecker Landgebiet, in Mecklenburg und Holstein. Seine Glocken sind ohne figürliche Darstellungen, aber meist am oberen Rand mit einer Spitzenleiste verziert sowie manchmal auch mit Ornamenten im Empire-Stil. 